# Pavle Ninkov
Pavle Ninkov (Servisch: Павле Нинков) (Belgrado, 20 april 1985) is een Servische voetballer. Hij speelt als rechtsachter voor het Franse Toulouse FC.

## Clubcarrière
Ninkov brak bij FK Čukarički Stankom door onder trainer Dragoslav Stepanović. Voordien speelde de rechtsachter bij drie andere clubs. In januari 2008 tekende hij een contract bij Rode Ster. Daar groeide Ninkov uit tot een vaste waarde. Na verloop van tijd kreeg hij bij Rode Ster Belgrado de aanvoerdersband. In 2011 tekende Ninkov een contract voor vier jaar bij het Franse FC Toulouse.

## Interlandcarrière
Ninkov debuteerde op 6 februari 2008 in de nationale ploeg van Servië. Hij speelde toen mee in de vriendschappelijke wedstrijd tegen Macedonië. Het was bondscoach Miroslav Đukić die hem voor het eerst selecteerde. Hij viel na 88 minuten in voor Antonio Rukavina. Andere debutanten in die wedstrijden namens Servië waren Radiša Ilić, Damir Kahriman en Miralem Sulejmani.

## Erelijst
Rode Ster Belgrado
- Beker van Servië

2010
- Team van het Jaar

2010, 2011